# Felpörgetve
A Felpörgetve (eredeti címe: Driven) 2001-ben bemutatott amerikai akciófilm, amelyet Renny Harlin rendezett. A főszerepben Sylvester Stallone látható, aki a film producere és írója is volt.

## Szereplők
| Szerep                                        | Színész               | Magyar hang           | Magyar hang        |
| Szerep                                        | Színész               | 1. szinkron (2002)    | 2. szinkron (2011) |
| --------------------------------------------- | --------------------- | --------------------- | ------------------ |
| Joe "The Hummer" Tanto, veterán autóversenyző | Sylvester Stallone    | Gesztesi Károly       | Jakab Csaba        |
| Carl Henry, a csapat tulajdonosa              | Burt Reynolds         | Tordy Géza            | Szersén Gyula      |
| Jimmy Bly, újonc autóversenyző                | Kip Pardue            | Kolovratnik Krisztián | Szatory Dávid      |
| Beau Brandenburg, Jimmy riválisa              | Til Schweiger         | Rékasi Károly         | Stohl András       |
| Cathy Heguy Moreno, Memo felesége             | Gina Gershon          | Schell Judit          | Pikali Gerda       |
| Sophia Simone, Beau volt barátnője            | Estella Warren        | Gubás Gabi            | Molnár Ilona       |
| Memo Moreno, Jimmy versenyzőtársa             | Cristián de la Fuente | Debreczeny Csaba      | Fehér Tibor        |
| Lucretia "Luc" Clan                           | Stacy Edwards         | Varga Klári           | Madarász Éva       |
| Demille Bly                                   | Robert Sean Leonard   | Bede-Fazekas Szabolcs | Dolmány Attila     |
| Crusher                                       | Brent Briscoe         | Besenczi Árpád        | Kapácsy Miklós     |
| helyettes versenyző                           | Renny Harlin          |                       |                    |
| Bill                                          | Frank Blanch          |                       |                    |
| Bob                                           | Barry Stillwell       |                       |                    |
| Nina                                          | Verona Pooth          |                       |                    |
| Ingrid                                        | Jasmin Wagner         |                       |                    |
| barátnő (stáblistán nem szerepel)             | Alison Armitage       |                       |                    |

Cameoszerepek
- Mario Andretti
- Jacques Villeneuve
- Juan Pablo Montoya
- Adrian Fernandez
- Mark Blundell
- Roberto Moreno
- Kenny Bräck
- Tony Kanaan
- Maurício Gugelmin
- Max Papis
- Paul Tracy
- Dario Franchitti
- Michel Jourdain Jr. (törölt jelenet)

## A film készítése
Stallonét elkezdte érdekelni az autóversenyzés világa, miután a Dredd bíró című filmjének forgatása alatt látott néhány európai Formula-1-es versenyt, és elhatározta, hogy ez a tematika alapján készít filmet. Eleinte a Formula–1-ről tervezett filmet készíteni, ezt egy konferencián be is jelentette. A terv azonban végül megváltozott.
Stallone és Harlin korábban a Cliffhanger – Függő játszma című filmen dolgoztak. Harlin megpróbált egy filmet készíteni Ayrton Senna életéről, és amikor az nem jött be, megállapodott Stallonéval, hogy elkészíti a Felpörgetve című filmet.
2000. július 6. és 2000. október 12. között forgatták Torontóban, illetve több világkörüli autóversenyen, amelyet a 
CART szabályozott.
A vizuális effektek producere Matt Hullum volt.

## Fogadtatás
A Felpörgetve bukásnak számított a mozipénztáraknál, mindössze 32 millió dolláros bevételt hozott a 72 millió dolláros költségvetéssel szemben.
A CinemaScore oldalán "átlagos" minősítést ért el.
A film továbbá kritikai szempontból is bukásnak számított; a Rotten Tomatoes honlapján 14%-ot ért el 110 kritika alapján, és 3.6 pontot szerzett a tízből. A Metacritic honlapján 29 pontot ért el a százból, 26 kritika alapján.
Stallone azóta azt nyilatkozta, hogy megbánta a film elkészítését.
A sikertelenség ellenére ugyanebben az évben videójáték készült a filmből Game Boy Advance, Nintendo GameCube és PlayStation 2 platformokra.